# Diphtherostomum brusinae
Diphtherostomum brusinae är en plattmaskart. Diphtherostomum brusinae ingår i släktet Diphtherostomum och familjen Zoogonidae. Inga underarter finns listade i Catalogue of Life.